# وادی قوسین
وادی قوسین (به عربی: وادي قوسين) یک شهرداری در الجزایر است که در استان الشلف واقع شده‌است. وادی قوسین ۶٬۴۵۳ نفر جمعیت دارد.